# Casoria
Casoria község (comune) Olaszország Campania régiójában, Nápoly megyében.

## Fekvése
Nápolytól 9 km-re északkeletre fekszik. Határai: Afragola, Arzano, Cardito, Casalnuovo di Napoli, Casavatore, Frattamaggiore, Nápoly és Volla.

## Története
Casoriát először a Nápolyi Hercegség egy 10. századi krónikája említi. A hagyományok szerint neve a casa aurea-ból (jelentése arany ház) származik, amely címerében is tükröződik. A történelmi kutatások azonban nevét a görög kaszáurón szóból eredeztetik, amelynek jelentése bordélyház. Más vélemények szerint a vidéken lakó szegényes körülmények között élő pásztorok után kapta a nevét (casuri). Területét már a Kr. u. 2 században lakták. Ez a terület az oszk Atella városhoz tartozott. 529-ben a Monte Cassinó-i apátság tulajdonába került és ekkor lett védőszentje Szent Mór. 924-ben az apátság a területet a helyi nemességnek adta át. A 13. században a nápolyi püspök tulajdonába került, majd később, a 15. században feudális birtok lett ismét. 1631-ben nyerte el önállóságát. 1815-ben Két Szicília Királyságának egyik megyeszékhelye lett: hozzátartozott még 19 szomszédos település. Az 1950-es évekig elsősorban mezőgazdasági és bortermelő település volt. 1951 és 1991 között az iparosítás következtében lakosságának száma megnégyszereződött és Campania egyik vezető ipari települése lett. Mára azonban az ipari létesítmények nagy részét felszámolták. Égető problémája a camorra bűnszövetkezet jelenléte az adminisztrációban és a gazdasági életben.

## Népessége
A népesség számának alakulása:

## Főbb látnivalói
- San Benedetto-templom – a Szent Benedek tiszteletére épült templom 1605 és 1694 között készült el, egy már meglévő kápolna helyén. Érdekessége a majolika burkolatú kupolája.
- Santa Maria delle Grazie-templom – a 15. század közepén épült, majd 1737-ben barokk stílusban újjáépítették
- San Mauro-templom – a Casoria védőszentjének szentelt templom 1606-ban épült.
- Madnonna del Carmine-kápolna – egykoron Casoria legfontosabb temploma volt. 1651-ben épült.
- Santissimo Sacramento-templom' – 1893 és 1899 között épült neogótikus stílusban.
- Casoria International Contemporary Art Museum – 2005-ben alapított modern művészetek múzeuma